# Сульфид индия
Сульфид индия — бинарное неорганическое соединение металла индия и серы с формулой InS, серые или красные кристаллы.

## Получение
- Сплавление серы и индия в стехиометрических количествах:

{\displaystyle {\mathsf {In+S\ {\xrightarrow {T}}\ InS}}}

## Физические свойства
Сульфид индия образует серые или красные кристаллы ромбической сингонии, пространственная группа P nnm, параметры ячейки a = 0,443 нм, b = 1,062 нм, c = 0,393 нм, Z = 4.

## Химические свойства
- Разлагается при нагревании:

{\displaystyle {\mathsf {2InS\ {\xrightarrow {T}}\ In_{2}S+S}}}